# Daptonema leptogastrelloides
Daptonema leptogastrelloides is een rondwormensoort uit de familie van de Xyalidae.